# 9M120 Ataka-V
Le 9M120 Ataka (russe : Атака; Attack) est un missile guidé antichar (ATGM) originaire de l'Union soviétique puis Russe. Le nom de code OTAN du missile 9M120 est AT-9 Spiral-2. Il s'agit de l'évolution des missiles de la famille 9K114 Chtourm (AT-6 Spiral). Le missile est doté d'un guidage par radiocommande et est également une commande semi-automatique sur ligne de visée (acronyme SACLOS en anglais) à faisceau. La variante principale de ce missile a été conçue pour vaincre les chars dotés d'un blindage composite et d'un blindage réactif explosif. Le système 9M120 Ataka est souvent confondu avec le système 9K121 Vikhr, bien qu'il s'agisse de systèmes d'armes différents développés par différentes sociétés. Le premier a été conçu par le bureau d'études en construction mécanique KBM et fabriqué par l'usine de Degtiarev.
Le missile Ataka est stocké dans un tube en plastique renforcé de verre, qui fait également office de lanceur. Le missile serait plus rapide que le 9K114 Chtourm, avec une portée plus longue que la version originale. Il utilise toujours le guidage par commande radio, mais le système a été amélioré par rapport au précédent 9K114 Chtourm. Le système est porté par plusieurs types d'hélicoptères, dont le Mi-28 et le Mi-35. Il est également proposé pour les véhicules terrestres comme le BMPT et le 9P149 (MT-LB). Il existe trois types d'ogive compatibles avec le système de lancement. La première est une ogive anti-blindage à deux étages dotée d’une ogive tandem pour détruire le blindage réactif. La deuxième variante du missile désignée sous le nom de 9M120F est dotée d'une ogive thermobarique destinée à être utilisée contre les positions d'infanterie et les bunkers. La troisième variante du 9M120 Ataka est le 9M220, qui est dotée d'une ogive avec une fusée de proximité, fournissant au missile une capacité sol-air contre les avions et hélicoptères volant aux basses altitude et vitesse.
La portée est de 6 km pour la version originale et jusqu'à 8 km pour les versions modernisées et même jusqu'à 10 km pour la version 9M120D.

## Variantes
- 9M120 - est un missile de base doté d'une ogive antichar hautement explosive (HEAT) en tandem. Il est utilisé contre les chars et autres véhicules blindés. Il a une portée de 6 km et pénètre 800 mm de blindage derrière du blindage réactif.
- 9M120F - avec ogive explosive combustible-air (thermobarique). Il est utilisé contre l'infanterie dans les bâtiments, les tranchées, les bunkers et les fortifications. Il a une portée maximale de 5,8 km.
- 9A220O - (également appelée 9M220) version air-air avec ogive avec fusée de proximité. Elle est utilisée contre les hélicoptères. Elle a une portée maximale de 7 km.
- 9M120M - version améliorée avec une portée plus longue et une ogive HEAT améliorée. Elle a une portée maximale de 8 km et pénètre 850 mm de blindage derrière du blindage réactif.
- 9M120D - version améliorée avec une portée maximale allant jusqu'à 10 km.
- 9M127-1 Ataka-VM - nouvelle version air-sol pour hélicoptères.

## Opérateurs
- Russie
- Algérie[6]
- Azerbaïdjan[7]
- Belarus[8],[9]
- Égypte
- Inde[10]
- Indonésie[11]
- Iran[11]
- Kazakhstan[11]
- Serbie[11]
- Syrie[11]
- Venezuela[11]